# Medioxyoppia yuwana
Medioxyoppia yuwana är en kvalsterart som först beskrevs av Aoki 1983.  Medioxyoppia yuwana ingår i släktet Medioxyoppia och familjen Oppiidae. Inga underarter finns listade i Catalogue of Life.